# Kärleken & livet
Kärleken & livet är ett album från 2012 av Elisabeth Andreassen., och albumet är en hyllning till Rolf Løvland.

## Låtlista
1. "Kärleken och livet" (Py Bäckman/Rolf Løvland)
2. "Mitt land" (Brendan Graham/Alana Graham/Åsa Jinder/Rolf Løvland)
3. "Alt du er for meg" (Brendan Graham/Rolf Løvland)
4. "Ta meg heim" (Ann Hampton Callaway/Jostein Fet/Rolf Løvland)
5. "Fyll ditt hjärta" (Brendan Graham/Åsa Jinder/Rolf Løvland)
6. "Duett" (Hans Olav Mørk/Rolf Løvland)
7. "Havet" (Py Bäckman/Rolf Løvland)
8. "Danse mot vår" (Britt Viberg/Rolf Løvland)
9. "Sang i en stormfull natt" (Brendan Graham/Rolf Løvland)
10. "Första sommaren" (Py Bäckman/Rolf Løvland)
11. "Du ga meg en vår" (Rolf Løvland)
12. "Rör vid min själ" (Brendan Graham/Åsa Jinder/Rolf Løvland)
13. "La det swinge" (Rolf Løvland)

## Medverkande
Musiker
- Elisabeth Andreassen – sång, körsång
- Bjørn Ole Rasch – keyboard, arrangement
- Rolf Løvland – arrangement
- Rolf Kristensen – gitarr
- Bjørn Charles Dreyer – gitarr
- Per Elias Drabløs – basgitarr
- Per Hillestad – trummor, percussion
- Alexander Rybak – violin
- Annbjørg Lien – hardingfela, nyckelharpa
- Hans Fredrik Jacobsen – flöjt
- Pat Broaders – uilleann pipe
- Orsa spelmän – div. instrumenter och arrangement
- Czech National Symphony Orchestra – div. instrumenter
- Hilde Norbakken – körsång
- Cathrine Iversen – körsång
- Gospelkoret HIM – körsång

Produktion
- Bjørn Ole Rasch – musikproducent
- Roald Råsberg – ljudtekniker

## Listplaceringar
| Lista (2012) | Topplacering |
| ------------ | ------------ |
| Norge        | 30           |

### Fotnoter
1. ↑  ”Kärleken & livet”. Elisabeth Andreassen Fansite. 18 mars 2012. http://www.hemsida.net/bettan/Diskografi/Album/karlekenochlivetalbumcdsv.html. Läst 4 augusti 2012.
2. ↑  ”Skivhistorik”. Elisabeth Andreassen Fansite. Arkiverad från originalet den 17 mars 2012. https://web.archive.org/web/20120317114632/http://www.elisabethandreassen-fansite.com/Biografi/skivhistorik.html. Läst 4 augusti 2012.
3. ↑  ”Kärleken & livet”. Norwegiancharts. 18 mars 2012. http://norwegiancharts.com/showitem.asp?interpret=Elisa. Läst 4 augusti 2012.